# Aiko Miyawaki
Aiko Miyawaki (Tòquio, 20 de setembre de 1929 – Yokohama, 20 d'agost de 2014) va ser una escultora i gravadora japonesa. Es considera que les seves escultures són d'estil abstracte i la seva col·lecció més famosa és Utsurohi (Canvi), escultures d'acer torçat.

## Biografia
Aiko Miyawaki va néixer el 20 de setembre de 1929 a Tòquio com a filla única de la família Atami, comerciants adinerats. Va estar malalta durant tota la seva infantesa, motiu pel qual li van canviar el nom per altres de més forts: quan estava a l'escola bressol va rebre el nom de Takako i posteriorment el de Mikiko.
Després de graduar-se a l'Odawara High School (actual Kanagawa Prefectural Odawara High School) el 1946, es va inscriure al Departament d'Història de la Facultat de Lletres de la Universitat de Dones del Japó, on es va llicenciar en literatura l'any 1952. La seva tesi de llicenciatura es va centrar en l'art Momoyama. Mentre era estudiant va estudiar amb el pintor Nobuya Abe i l'escultor Yoshishige Saito, que la va animar a presentar la seva obra en públic.
En aquell temps va conèixer l'escriptor Shunzo Miyawaki, amb qui es va casar (es van separar el 1960 i divorciar el 1965).
El 1957 va estudiar pintura a la Universitat de Califòrnia i al Santa Monica City College. El desembre de 1959 va presentar la seva primera exposició individual a la galeria Yoseidou de Tòquio, mostrant teles on creava una superfície de color mesclant esmalt i pols de marbre amb pintura, en la qual creava línies de gravat. L'estiu del mateix any va visitar Viena a través de l'Índia, va participar en la World Artists Conference i després es va traslladar a Milà. A Milà, Abe la va presentar a Enrico Bai i va fer amistat amb un grup de joves artistes com Fontana.
Entre els anys 1957 i 1966 va viatjar per Europa i Amèrica del Nord mentre produïa les seves obres, incloent Milà, París i Nova York. Els primers anys de la seva carrera artística va treballar principalment amb pintura sobre tela però després d'una visita a França el 1962, junt amb el marxant d'art André Schoeller, va incorporar altres materials a les seves teles, com ara el vidre i el marbre en pols, amb l'objectiu d'invertir les tres dimensions de l'espai en els suports bidimensionals de la pintura. El 1966 va començar a treballar amb escultures, utilitzant materials com el bronze, la pedra o el vidre, a més de la tinta rentada, l'oli i el sumir-ê.
Es va casar amb l'arquitecte Arata Isozaki, amb qui treballava junt en algunes de les seves obres. Ell va dissenyar el cartell serigrafiat en què Aiko Miyawaki es va retratar com La Gioconda i que va fotografiar Man Ray.
El 1968 va deixar la pintura per seguir el seu projecte d'inversió espacial d'una manera diferent. A la sèrie Utsurohi, amb fines barres metàl·liques, creava el que ella anomenava "dibuixos a l'aire", que envaïen els llocs de la seva instal·lació amb les seves corbes aèries i els elements (sol, pluja, vent) modificaven subtilment les posicions i les formes.

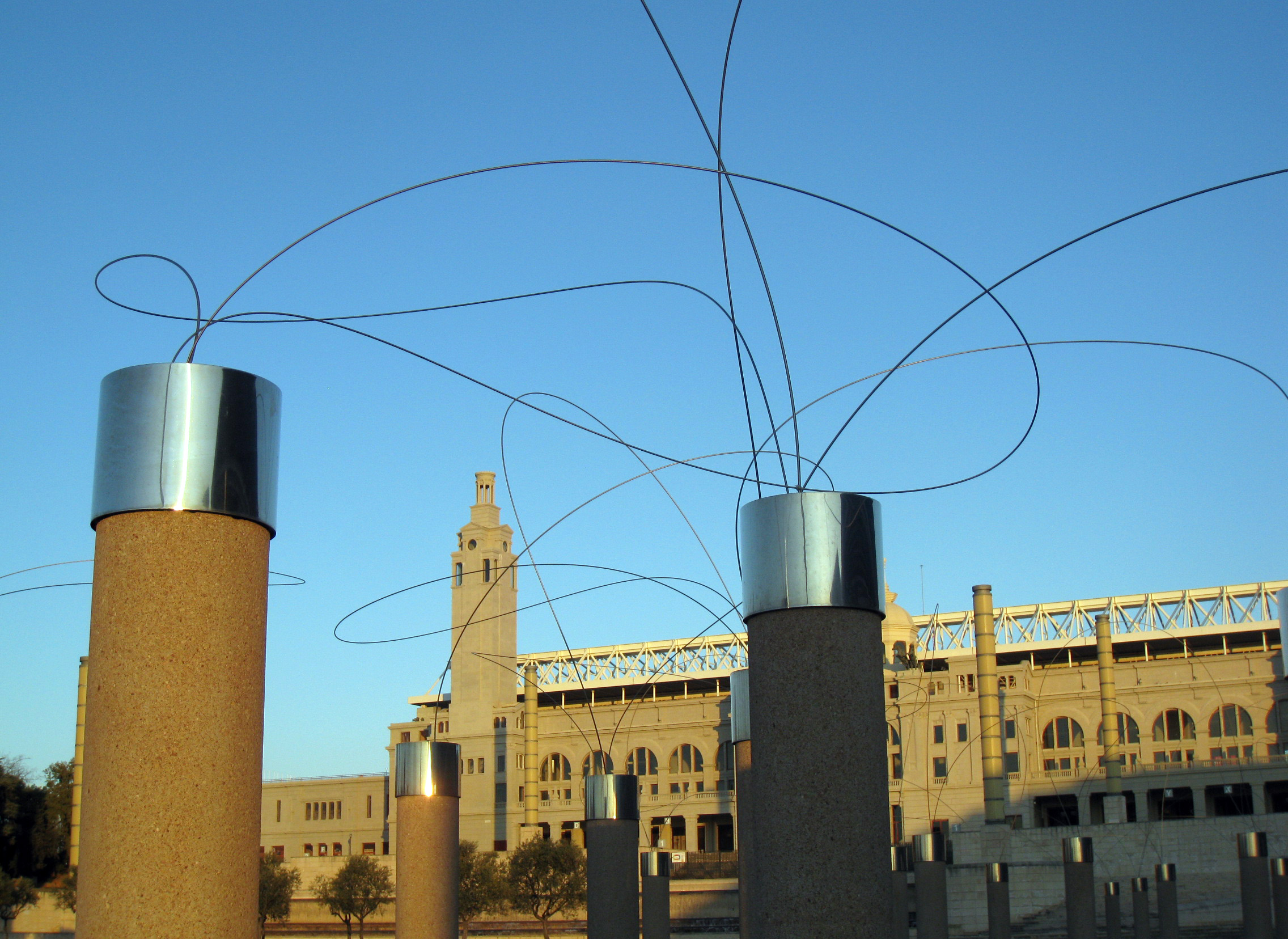
Escultura de la sèrie Utsurohi (Canvi) a Barcelona.

Als anys vuitanta i noranta va instal·lar les seves obres a l'aire lliure, primer a Ichinomiya, després a França, als Estats Units i el 1991-1992 a la Fundació Joan Miró de Barcelona. Amb motiu dels Jocs Olímpics de Barcelona, l'any 1990 es va emplaçar una obra de la seva sèrie més representativa, Utsurohi (Canvi), davant del Palau Sant Jordi. Igualment, se'n van instal·lar a la plaça de La Defense de París, al Museu d'Art Contemporani Nagi d'Okayama i a altres espais de tot el món.
El Museu d'Art Modern Kamakura i Hayama va organitzar una exposició restrospectiva l'any 1998 que va recórrer altres països.
Els darrers anys, tot i estar en cadira de rodes, no va perdre la seva empenta creativa i va seguir creant dibuixos i pintures a l'oli. Aiko Miyawaki va morir de càncer de pàncrees a un hospital d'Aoba-ku, Yokohama, als 84 anys.

## Obra
- Sèrie Utsurohi (Haramuse Am Ark, Gunma Prefectural Museum of Modern Art, Nagicho Museum of Contemporary Art, etc.)
- Escultura en espiral (dins l'arquitectura dissenyada per Fumihiko Maki).